# Pixelização

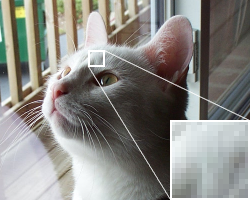
Um exemplo de pixelização. A imagem parece suave quando se diminui o zoom, mas quando uma pequena parte da imagem é vista mais de perto, pode-se distinguir pixels individuais.

Em computação gráfica, a pixelização acontece quando se exibe um bitmap ou uma seção de um bitmap em um tamanho tão grande, que pixels individuais - pequenos elementos quadrados coloridos que compõem o bitmap - são visíveis. Diz-se que esta imagem está pixelada. Sistemas eletrônicos antigos como videogames funcionavam a uma resolução baixa com um número pequeno de cores, resultando em pixels visíveis. Os cantos nítidos de objetos curvos e linhas diagonais resultavam em uma aparência não natural. Entretanto, quando o número de cores disponíveis aumentou para 256, foi possível diminuir este problema utilizando um método chamado anti-serrilhamento para suavizar a aparência de objetos de baixa resolução, sem eliminar a pixelização mas deixando mais natural à nossa visão. Altas resoluções não evidenciam a pixelização, mas se uma imagem em baixa resolução for exibida, pode ser evidente novamente os pixels.

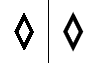
Um diamante sem (esquerda) e com (à direita) anti-serrilhamento

No campo da computação gráfica 3D em tempo real, a pixelização pode ser um problema. Aqui, os bitmaps são aplicados aos polígonos como texturas. Assim quando uma câmera aproxima de um polígono texturizado, a filtragem simplista de textura nearest neighbor simplesmente aumenta o bitmap, criando uma pixelização drástica.
A solução mais comum é uma técnica chamada interpolação de pixels que suavemente mescla ou interpola a cor de um pixel e a cor do pixel adjacente mais próximo em altos níveis de aproximação.
Isso cria uma imagem mais orgânica, mas também mais borrada. Há formas variadas de fazer isto, são chamadas filtragem de textura.
A pixelização é um problema exclusivo dos bitmaps. Alternativas como gráficos vetoriais ou modelos de polígonos geométricos puros podem escalonar para qualquer nível de detalhe. Esta é uma razão dos gráficos vetoriais serem populares para impressão - monitores de computadores modernos tem resolução de cerca de 100 pontos por polegada (ppi - points per inches), e a 300 ppi, documentos impressos tem aproximadamente 9 vezes mais pixels por unidade de área de um monitor. Texturas processuais é uma outra solução muito utilizada, como as fractais que podem ser geradas na hora com níveis arbitrários de detalhe.

## Pixelação intencional
Em muitos casos, a resolução de uma imagem ou parte dela, é diminuída para aplicar a pixelização intencionalmente. Este efeito é comumente usado nos noticiários televisivos para censurar o rosto de uma pessoa ou para censurar nudez ou gestos obscenos, e também é usada com intuito de efeito artístico. Este efeito é chamado pixelização. Produzir pixels facilmente visíveis é também característica principal vista em pixel art, a qual os gráficos são feitos em baixa resolução para chegar ao efeito desejado.

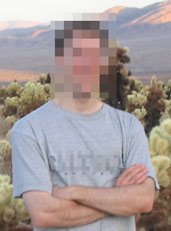
Pixelização foi utilizada para anonimizar esta fotografia.
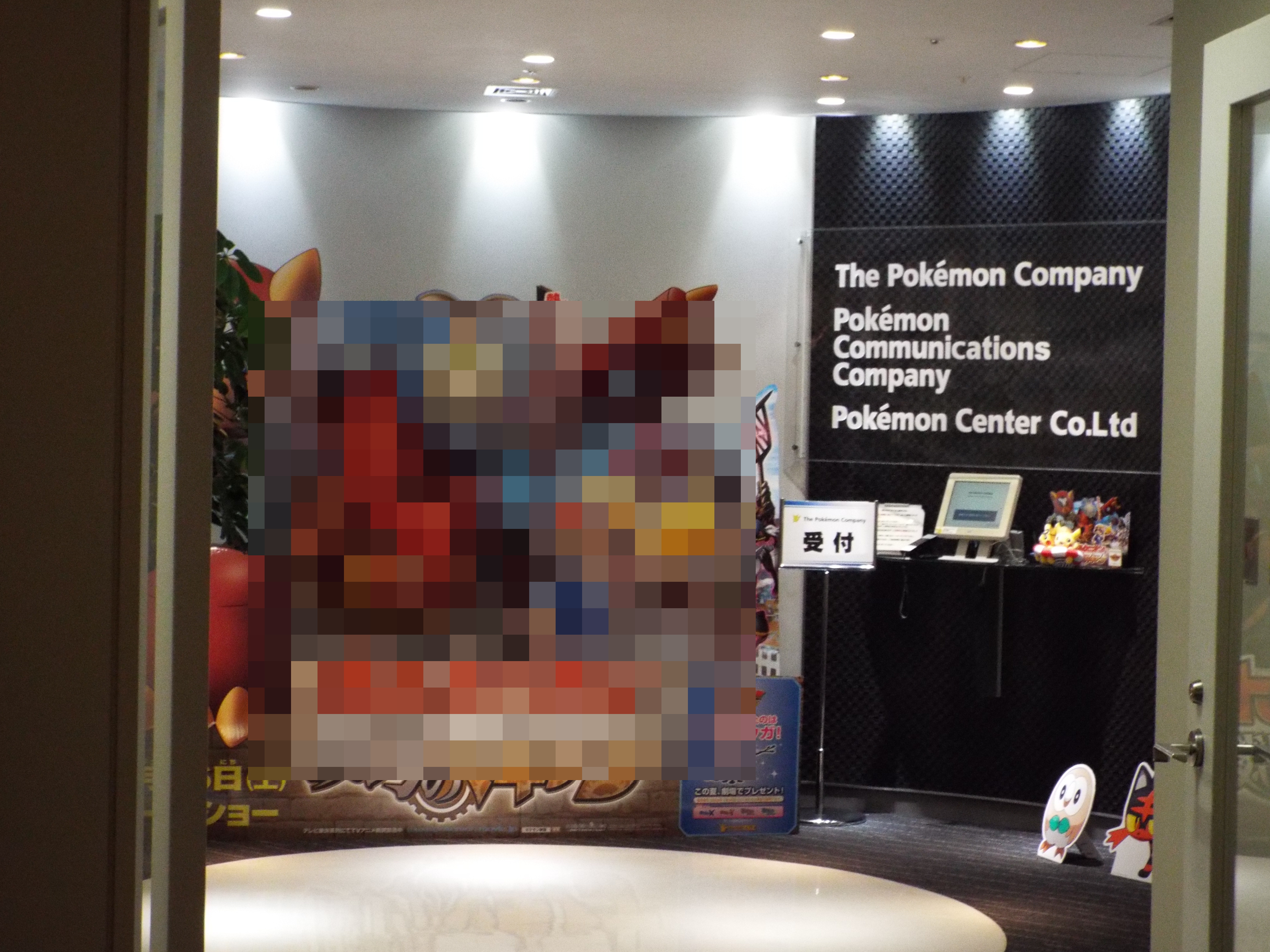
Parte desta imagem, um mural na entrada dos escritórios da empresa Pokémon em Tóquio, foi pixelizada por motivos de direitos autorais.